# Baeksan-myeon, Gimje
Baeksan-myeon (koreanska: 백산면) är en socken i den sydvästra delen av Sydkorea,  190 km söder om huvudstaden Seoul.  Den ligger i kommunen Gimje i provinsen Norra Jeolla. 